# Southfield (Michigan)
Southfield – miasto w Stanach Zjednoczonych, w stanie Michigan, w hrabstwie Oakland.